# Valentin Bubukin
Valentin Borisovič Bubukin (in russo Валентин Борисович Бубукин?; Mosca, 23 aprile 1933 – Mosca, 30 ottobre 2008) è stato un calciatore e allenatore di calcio sovietico, dal 1991 russo. Campione europeo con la Nazionale sovietica nel 1960.

## Carriera

### Club
Iniziò nel VVS Mosca, passando presto alla Lokomotiv Mosca; vinse la Coppa sovietica 1957 e giunse al secondo posto nel campionato del 1959; trasferitosi al CSKA Mosca, vi rimase una sola stagione, nel 1962, prima di tornare alla Lokomotiv con la quale chiuse la carriera al termine del Pervaja Gruppa A 1965.

### Nazionale
Con la nazionale di calcio dell'Unione Sovietica vinse il campionato d'Europa 1960, accumulando 5 presenze nel corso della sua carriera internazionale, partecipando anche al mondiale di Svezia 1958, senza però mai giocare.

### Allenatore
Intraprese la carriera di allenatore nel 1966 con la Lokomotiv, guidandola fino al 1968. Nel 1970 si sedette sulla panchina del Tavrija e nel 1972 guidò il Karpaty Lyiv, entrambe squadre ucraine. Nel 1975 assunse l'incarico di vice allenatore nel CSKA Mosca, con il quale rimase fino al 1977. Nel 1978 vinse il campionato vietnamita di calcio con il Cau lac bo Quan doi. Ricoprì successivamente svariate volte il posto di vice al CSKA.

## Palmarès

### Club

#### Competizioni nazionali
- Coppa sovietica: 1

Lokomotiv Mosca: 1957

### Nazionale
- Campionato d'Europa: 1

1960

### Allenatore

#### Competizioni nazionali
- Campionato di calcio vietnamita: 1

Cau lac bo Quan doi: 1978